# Coregonus vandesius
Coregonus vandesius is een straalvinnige vissensoort uit de familie van de zalmen (Salmonidae) en de onderfamilie van de houtingen. De wetenschappelijke naam van de soort is voor het eerst geldig gepubliceerd in 1836 door de Schotse natuuronderzoeker John Richardson. Het is een endemische vis uit Schotland en het Lake District. De Engelse naam is Vendace.

## Kenmerken
De vis kan 20 cm lang worden. De borst- en buikvinnen zijn doorzichtig en hebben grijs gekleurde uiteinden bij de volwassen vissen.

## Verspreiding en leefgebied
De vis komt alleen voor in het Lake District in de meren Derwent Water en Bassenthwaite en de meren Castle Loch en Mill Loch bij het dorp Lochmaben in het district Dumfries in Schotland. De vissen leven in open water en houden zich in de zomer op in diep water. De paaitijd is november - december; het viskuit wordt in open water afgezet en zakt naar de bodem.

## Status
Door eutrofiëring stierf de vis uit in het Schotse meer Castle Loch. In Bassenthwaite is de pos uitgezet en deze baarsachtige vis predeert op het viskuit van Coregonus vandesius. Om deze redenen staat deze soort als bedreigd op de Rode Lijst van de IUCN.